# Method Man
Кли́ффорд Смит (англ. Clifford Smith; род. 2 марта 1971), более известный как Method Man — американский рэпер и актёр. Известен по участию в восточнобережной рэп-группе Wu-Tang Clan, а также по дуэту Method Man & Redman. В 1996-м получил премию «Грэмми» в номинации «Лучшее рэп-исполнение дуэтом или группой» за песню «I'll Be There for You/You're All I Need to Get By», которую он спел вместе с аренби-певицей Мэри Джей Блайдж.
Смит снялся в таких фильмах, как «187» (1997), «Живот» (1998), «Торчки» (2001), «Страна садов» (2004), «Безумие» (2008), «Болото» (2005), «Красные хвосты» (2012), «Киану» (2016) и «Сапожник» (2014). Играл в сериалах, имел постоянные роли в сериалах HBO: Тага Дэниелса в «Тюрьме Оз», Чиза Вагстаффа в «Прослушке» и Родни в «Двойке».

## Псевдоним
Его псевдоним переводится как «Человек принципа» и происходит из названия гонконгского фильма 1979 года «Бесстрашный юный боксёр» (The Fearless Young Boxer a.k.a. Method Man). Название «method» также происходит от сленгового названия метамфетамина в Статен-Айленде.

## Биография
Method Man родился в Хемпстеде в семье афроамериканцев, однако в юном возрасте ему пришлось переехать в Статен-Айленд после развода его родителей. Сам артист присвоил себе множество имён, самыми популярными являются вариации имени Johnny Blaze. Его жизнь до хип-хоп-сцены была большей частью разделена между уличной продажей наркотиков и низкооплачиваемой работой. Сам рэпер вспоминает своё прошлое не в самых позитивных эмоциях, часто утверждая, что ему очень неприятно вспоминать время, когда он был вовлечён в мир наркоторговли.
По мере того как группа Wu-Tang Clan становилась все более популярной на американской хип-хоп сцене, Method Man становился всё более выделяющимся участником коллектива: он был одним из двух исполнителей (вторым был GZA с треком «Clan In Da Front»), кто имел соло на дебютном альбоме Enter the Wu-Tang: 36 Chambers, и первым, записавшим соло альбом вне группы (Meth первый, кто смог записать его на известном лейбле Def Jam Recordings). Его дебютный соло альбом под названием Tical (1994) получил большую популярность и, войдя в американские чарты под номером 4, был растиражирован в количестве более миллиона экземпляров. Вскоре Method Man начал сотрудничать с такими исполнителями как Мэри Джей Блайдж и Redman. Сингл «I’ll Be There For You/You’re All I Need» — дуэт с Мэри Джей Блайдж — был награждён премией «Грэмми». Затем он отметился куплетом на альбоме Тупака All Eyez on Me в песне «Got My Mind Made Up».

### 1997—1998.Wu-Tang Forever/Tical 2000: Judgement Day
3 июня 1997 года группа Wu-Tang Clan выпустила свой новый альбом под названием Wu-Tang Forever, который вскоре стал мультиплатиновым (более 8 млн проданных копий по всему миру) и был номинирован на премию «Грэмми». Второй сольный альбом под названием Tical 2000: Judgement Day Method Man выпустил в 1998 году. Он был написан под сильными влиянием апокалиптических теорий о конце тысячелетия. Альбом был очень хорошо принят в американской хип-хоп-культуре: агрессивная манера исполнения, текст и сведение придали ему классический андерграундный хип-хоп-стиль.

## Дискография

### Студийные альбомы
- Tical (1994)
- Tical 2000: Judgement Day (1998)
- Tical 0: The Prequel (2004)
- 4:21… The Day After (2006)
- The Meth Lab (2015)
- Crystal Meth (2017)
- Meth Lab II: The Lithium (2018)
- Meth Lab Season 3: The Rehab (2022)

### Коллаборации
- Blackout! (1999) (совместно с Redman)
- Blackout! 2 (2009) (совместно с Redman)
- Wu-Massacre (2010) (совместно с Ghostface Killah и Raekwon)
- Blackout! 3 (2017) (совместно с Redman)

## Фильмография
| Год       |   | Русское название                     | Оригинальное название             | Роль                   |
| --------- | - | ------------------------------------ | --------------------------------- | ---------------------- |
| 1996      | ф | Большой белый обман                  | The Great White Hype              | играет себя            |
| 1997      | ф | Полицейские                          | Cop Land                          | Шондел                 |
| 1997      | ф | 187                                  | One Eight Seven                   | Деннис Бродвей         |
| 1998      | ф | Живот                                | Belly                             | Шамик                  |
| 1999      | ф | Чёрное и белое                       | Black and White                   | играет себя            |
| 1999      | ф | Большой папа                         | Big Daddy                         | Sticks                 |
| 2001      | ф | Торчки                               | How High                          | Сайлас П. Сайлас       |
| 2001      | с | Тюрьма Оз                            | Oz                                | Карлтон «Таг» Дэниелс  |
| 2002      | ф | Тёмный сахар                         | Brown Sugar                       | играет себя            |
| 2002      | с | Третья смена                         | Third Watch                       | Си-Нот                 |
| 2003      | с | Сумеречная зона                      | The Twilight Zone                 | Камайо                 |
| 2003      | с | Бостонская школа                     | Boston Public                     | Флэш Мастер Кей        |
| 2003—2008 | с | Прослушка                            | The Wire                          | Мелвин «Чиз» Вагстафф  |
| 2004      | ф | Молодые папаши                       | My Baby’s Daddy                   | Рэнделл                |
| 2004      | ф | Страна садов                         | Garden State                      | Диего                  |
| 2004      | ф | Улётный транспорт                    | Soul Plane                        | Маггзи                 |
| 2004      | ф | Очень страшное кино 3                | Scary Movie 3                     | Гангстер               |
| 2004      | с | Шоу Методмена и Редмена              | Method & Red                      | играет себя            |
| 2005      | ф | Болото                               | Venom                             | помощник Тёрнер        |
| 2006      | ф | Кардиолог                            | The Heart Specialist              | Лоренцо Чейссон        |
| 2006      | ф | Квартал ужаса Снуп Догга             | Hood of Horror                    | играет себя            |
| 2006—2010 | с | C.S.I.: Место преступления           | CSI: Crime Scene Investigation    | Кидала                 |
| 2007      | с | Закон и порядок: Специальный корпус  | Law & Order: Special Victims Unit | Деннис «Ди» Кинг       |
| 2008      | ф | Безумие                              | The Wackness                      | Перси                  |
| 2008      | ф | Знакомство со спартанцами            | Meet the Spartans                 | Персидский посол       |
| 2008      | с | Чёрная метка                         | Burn Notice                       | Валентин               |
| 2010      | ф | Грешники и святые                    | Sinners & Saints                  | Уэддо                  |
| 2011      | ф | Гробовщик                            | The Mortician                     | Гробовщик              |
| 2011      | ф | Нянь                                 | The Sitter                        | Черная тень            |
| 2011      | с | Хорошая жена                         | The Good Wife                     | молодой боксёр         |
| 2012      | ф | Красные хвосты                       | Red Tails                         | Стикс                  |
| 2014      | ф | Сапожник                             | The Cobbler                       | Лудлоу                 |
| 2014      | с | Скорпион                             | Scorpion                          | Лаки                   |
| 2015      | ф | Лето на Статен-Айленд                | Staten Island Summer              | Конко                  |
| 2015      | ф | Девушка без комплексов               | Trainwreck                        | Temembe                |
| 2015—2017 | с | Голубая кровь                        | Blue Bloods                       | Марио Хант             |
| 2016      | ф | Киану                                | Keanu                             | Чеддер                 |
| 2016      | ф | Патерсон                             | Paterson                          | играет себя            |
| 2016      | с | Люк Кейдж                            | Luke Cage                         | играет себя            |
| 2017      | ф | Где деньги                           | Where’s the Money                 | Трэп                   |
| 2017      | с | Разрывы                              | The Breaks                        | Дэррил Ван Путтен-ст.  |
| 2017—2019 | с | Двойка                               | The Deuce                         | Родни                  |
| 2018      | ф | Мир будущего                         | Future World                      | Татуированное лицо     |
| 2018      | ф | Багровая мята                        | Peppermint                        | детектив Бейкер        |
| 2018      | с | Оранжевый — хит сезона               | Orange Is the New Black           | Картонный вырез        |
| 2019      | ф | Шафт                                 | Shaft                             | Фредди Пи              |
| 2019      | ф | Джей и Молчаливый Боб: Перезагрузка  | Jay and Silent Bob Reboot         | играет себя            |
| 2019—2020 | с | Последний настоящий гангстер         | The Last O.G.                     | Зеленоглазый           |
| 2020      | ф | Городской ковбой                     | Concrete Cowboy                   | Лерой                  |
| 2020      | ф | Вампиры в Бронксе                    | Vampires vs. the Bronx            | отец Джексон           |
| 2020      | с | Молодые охотницы за головами         | Teenage Bounty Hunters            | Терренс Койн           |
| 2020—2024 | с | Власть в ночном городе. Книга вторая | Power Book II: Ghost              | Дэвис Маклин           |
| 2021      | ф | Этой ночью                           | This Is the Night                 | Луис                   |
| 2021      | с | Крёстный отец Гарлема                | Godfather of Harlem               | Сэм Кристиан           |
| 2022      | ф | Вальдо                               | Last Looks                        | Свэг Дог               |
| 2022      | ф | На подходе                           | On the Come Up                    | Суприм                 |
| 2024      | ф | Плохой шаббат                        | Bad Shabbos                       | Джордан                |
| 2024      | ф | Сеанс в 16:30                        | The 4:30 Movie                    | Куки                   |
| 2025      | ф | Лига теней                           | Shadow Force                      | Эйвери                 |
| 2025      | с | Покерфейс                            | Poker Face                        | Фрэнк «Брик» Брикатино |